# Валім (Нижньосілезьке воєводство)
Валім (пол. Walim) — село в Польщі, у гміні Валім Валбжиського повіту Нижньосілезького воєводства.
Населення — 2340 осіб (2011).
У 1975-1998 роках село належало до Валбжиського воєводства.

## Демографія
Демографічна структура станом на 31 березня 2011 року:
|          | Загалом | Допрацездатний вік | Працездатний вік | Постпрацездатний вік |
| -------- | ------- | ------------------ | ---------------- | -------------------- |
| Чоловіки | 1119    | 206                | 788              | 125                  |
| Жінки    | 1221    | 183                | 694              | 344                  |
| Разом    | 2340    | 389                | 1482             | 469                  |